# Gabriel Massot Muntaner
Biel Massot i Muntaner (Ciutat de Mallorca, 1957). Mestre (1980), periodista i investigador, llicenciat en Filologia Catalana a la Universitat de les Illes Balears (1988) i màster en Periodisme i Comunicació (1993), és musicòleg i investigador de la vida i la cultural popular, en especial en l'àmbit de Pòrtol i Marratxí.

## Biografia
Fill del metge i escriptor Guillem Massot i Capó. Des de 1980 és professor del Col·legi San Gaietà de Ciutat de Mallorca. Fundador de la revista "Pòrtula" el 1981, a partir del grup d'esplai "Focs i Olles" de Pòrtol, i durant 27 anys, la dirigí, redactà i en coordinà més de 300 números. Durant quatre anys més, del 2008 al 2014, continuà la tasca periodística i cultural feta a "Pòrtula" a Ràdio Marratxí a través del programa 'Amb P de Pòrtula'. Va ser president de l'Associació de Premsa Forana de Mallorca (1985-1989), substituint a Santiago Cortès. Membre fundador del "Centre de Recerca i Documentació Històrico-Musical de Mallorca". Fou guionista i director del video "La música en temps de Tirant" (1991). Biel Massot, ha duit a terme una tasca de recerca i difusió cultural centrada en la música, el municipi de Marratxí, la cultura popular i la llengua catalana. Director de la coral Sant Gaietà de Ciutat de Mallorca. Va ser un dels fundadors de la coral "Veus de Marratxí". Premi Aina Moll i Marquès, de l'Obra Cultural Balear, el 2016.
Al 2014 va crear la pàgina web "Marratxipèdia", una gran enciclopèdia que publica molta informació sobre el municipi, també amb l'ajuda de diferents col·laboradors. Aquesta iniciativa, per la seva qualitat i pel volum de dades guardades, representa una tasca sense precedents en la documentació i la història local a les Illes Balears.

## Obra
- "Catàleg de les peces de fang I a IV" (1984).
- "Pere Josep Canyelles, músic de Calvià" (1986).
- "El fet musical a Felanitx" (1986).[4]
- "Diccionari de compositors mallorquins (segles XV-XIX)". Amb Joan Parets Serra i Pere Estelrich Massutí. Palma: Edicions Cort i Conselleria d'Educació i Cultura del Govern Balear, 1987.
- "Rere les passes de Bach" (Amb Pere Estelrich i Massutí). Palma: Centre de Recerca i Documentació Històrico-Musical de Mallorca, 1989.
- "Pòrtol, guia d'olleries". Palma: Miquel Font Editor, 1989.
- "Els ministrils i els tamborers de la sala" (Amb Joan Parets Serra, Xavier Carbonell Castell i Pere Estelrich i Massutí). Palma: Imagen 70, 1993.
- "Per a tu. Emocions i sentiments". El camí de la lluna, 2000.